# Тласкане на гюле
Тласкането на гюле е лекоатлетическа дисциплина, състояща се в хвърлянето (изтласкването) на тежък сферичен обект (гюле) на възможно най-дълго разстояние. Дисциплината е част от съвременните Олимпийски игри още от самото им начало, но съревнованията между жени започват около петдесет години по-късно от това, а именно през 1948 година. Присъства като поддисциплина в седмобоя и десетобоя.
Състезателите изтласкват гюлето от обозначен за целта кръг с диаметър 2,135 метра, пред който се намира висок около 10 сантиметра праг. Разстоянието се измерва от вътрешната страна на прага до най-близката следа, оставена от гюлето в сектора за попадения, и се закръгля до най-близкия сантиметър (според правилата на Международната асоциация на лекоатлетическите федерации и Уърлд мастърс атлетикс).

## История
Едни от най-ранните сведения за дисциплината са от Исландия, където на първенства били хвърляни камъни с две ръце. След известно време това става популярно и в цяла Европа.
Омир споменава състезания по хвърляне на камъни от войници по време на Троянската война, но няма данни сходни дисциплини да са присъствали в гръцките състезания като цяло. Има доказателства, че първите подобни състезания са се провели в Хайлендс преди повече от двадесет века. Рисунка от XVI век показва как Хенри VIII хвърля ковашки чук.
Първите състезания, напомнящи съвременното тласкане на гюле, вероятно са били провеждани в Средновековието, когато войници мерели силите си в хвърляне на топовни гюлета. През XVII век военнослужещи на английската артилерия също организирали игри с хвърляне на такива. Сведения за тласкане на гюле датират от ранните години на XIX век, а през 1866 година дисциплината е включена в Британското първенство за аматьори. Скоро преди това се въвежда правилото за тласкане само с една ръка, а гюлето добива фиксирано тегло – 16 фунта (7,256 килограма).

## Правила
За правилен опит е необходимо спазването на следните правила: 
- Състезателят има шестдесет секунди да извърши своя опит, считано от обявяването на името му;
- Не е разрешено да се носят ръкавици, но е разрешено използването на лепенки за отделните пръсти;
- Състезателят трябва да опира гюлето в близост до врата си и да го притиска здраво през цялото време на движението преди изтласкването;
- Гюлето трябва да бъде изтласкано над височината на рамото и само с една ръка;
- На състезателя е разрешено да докосва прага и вътрешната част на кръга, но не терена отвъд тях. Крайниците обаче могат да бъдат протегнати извън очертанията на кръга, но във въздуха;
- Гюлето трябва да се приземи в рамките на сектора за попадения;
- Обозначеният кръг трябва да бъде напуснат от задната страна (вж. също Погрешни разбирания).

### Отсъждане на фаул
- При директно пристъпване към изпълнението без пауза при влизането в кръга;
- При надвишаване позволеното време за изпълнение от шестдесет секунди след обявяване името на състезателя;
- При падане на гюлето под рамото на тласкача или под хоризонталната равнина на рамото му при тласкането;
- При излизане от кръга преди приземяването на гюлето;
- При попадане на гюлето извън определената зона или върху ограничителните ѝ линии;
- При докосване с която и да е част на тялото (в това число и обувките) на горната част или ръба на борда на кръга, върха на металния пръстен и всяка зона извън предназначения за изпълнение кръг.

### Погрешни разбирания
Макар да са остарели и да не важат при тласкането на гюле в наше време, тези правила продължават да бъдат следвани от много състезатели:
- В кръга за изпълнение на тласкането се влиза само от задната му част – такова правило не присъства в разпоредбите.
- Ако състезателят влезе в кръга и след това стъпи извън него се счита нарушение – няма подобна забрана, тъй като на атлета е позволено да влиза и излиза от кръга неограничен брой пъти, но трябва да извърши тласкането в рамките на минутата.
- При излизането на дългите връзки, широките дрехи или дългата коса извън кръга се получава наказание – това схващане е напълно погрешно, но много от състезателите продължават да носят кърпи на главите си и еластични костюми, за да не им бъде отсъден фаул. Реално такава опасност не съществува, понеже наказания се отсъждат при опит за добиване на предимство, което в случая не се получава.

## Състезания
Състезания по тласкане на гюле са включени още на първите Летни олимпийски игри. Включени са и в Световното първенство по лека атлетика.
Всяко състезание се състои от няколко рунда. Обикновено има три рунда за квалификация (предварителни) и след това още три финални рунда. Всеки състезател е представен с най-добрия си опит без значение дали той е постигнат в предварителен или финален рунд. Победител е състезателят, изтласкал гюлето най-далеч.
Предназначеното за състезания на открито гюле тежи 7,260 килограма (мъже) или 4 килограма (жени). Състезанията могат да бъдат училищни, за юноши, за професионалисти, хора с увреждания и други, но съществуват различия в теглото на гюлето. При изготвянето на правилата трябва да бъде взето единодушно решение относно теглото му, имайки предвид някои фактори като пол и възраст.

## Техники на тласкане
Основните техники при тласкане на гюле са две: плъзгане и въртене. Целта при всички техники е гюлето да бъде освободено с максимална скорост и ъгъл около 40 градуса.

### Плъзгане (с подскок)
Произходът на плъзгането датира от 1951 година, когато американецът Пери О'Брайън измисля техника, при която тласкачът се насочва назад, завърта се на 180 градуса и хвърля гюлето.
Служещият си с дясната ръка атлет започва с лице към задната част на кръга, след което оттласква левия крак към предната част, същевременно оказвайки натиск с десния крак. При пресичането на кръга лявата ръка и бедрата на атлета се извъртат към предната част. Последвана от рамената, лявата ръка се връща в първоначалното си положение. Накрая гюлето се хвърля с дясната ръка. Ключът е в бързото придвижване в кръга с колкото се може по-малко въздух под краката, откъдето идва и името на техниката.

### Въртене
През 1972 година Александър Баришников поставя рекорд посредством нова техника, наречена „въртене“ (на руски: круговой мах) и създадена от треньора му Виктор Алексеев. Завъртането е като при дискохвъргачите, като своето въздействие оказва ротационната инерция. През 1976 година Баришников отбелязва световен рекорд от 22 метра със същата техника и става първият тласкач, чието гюле преминава 22-рия метър.
Десноръкият тласкач започва с лице към задната част на кръга и се завърта наоколо върху левия крак, пренася десния крак близо до средата на кръга, а накрая насочва към предната част на кръга левия крак, извъртайки бедрата и рамената (както при плъзгането), след което изтласква гюлето.
При изпълняване на опит с тази техника горната част на тялото на атлета се завърта така, че създадените от рамената и бедрата мислени линии да не са успоредни една на друга. Това действие изгражда въртящ момент и изпъва мускулите, придавайки им допълнителна еластичност и осигурявайки допълнителна мощ. Когато атлетът се приготви за изтласкване, левият крак е здраво стъпил на земята, осигурявайки запазване на импулса и енергията.
Друга цел на въртенето е достигането на висока скорост, за което спомага първоначалният размах на десния крак, но и прибирането на всички крайници възможно най-плътно до тялото (подобно на фигурист, който се стреми да държи ръцете си до тялото при въртене). Веднъж достигнал необходимата скорост, атлетът пуска гюлето, предавайки му своята енергия.

### Употреба
Най-успешните мъже гюлетласкачи използват техниката на въртене, но е популярна и тази на плъзгане (най-вече сред олимпийски, световни шампиони и жени), която също има своите предимства пред другата. Почти всички състезатели в този спорт започват с техниката на плъзгане. Томаш Майевски споделя, че макар и повечето атлети да използват въртене, той и още няколко върхови състезатели (които, за разлика от получилия доживотна забрана Ранди Барнс, не са употребявали допинг през кариерата си) постигат успех именно с този класически метод. Томаш например защитава олимпийска титла цели 56 години. Методът на въртене не е препоръчителен в лоши метеорологични условия (вятър, дъжд, студ).
Световният рекорд при мъжете (23,120 метра) държи Ранди Барнс. Опитът му е изпълнен чрез техниката на въртене, докато Улф Тимерман, вторият в класацията на най-добрите тласкания, постига 23,063 метра при плъзгане.
Да се прецени коя техника е най-подходящата в даден случай е трудно, защото голяма част от най-добрите тласкания са осъществени под действието на допинг или наркотични вещества. Състезателят сам избира техниката, вземайки предвид своите физически възможности. Гюлетласкачите с по-нисък ръст биха могли да извлекат полза от въртенето, а по-високите – от плъзгането, но повечето не го правят.

## Видове гюлета
За изработка на гюлета могат да послужат различни материали, в зависимост от предназначението. Сред използваните материали са желязо, месинг, неръждаема стомана, плътна стомана, синтетика (например поливинил) и чугун. Различните метали и синтетика се използват за направата на различни по размери гюлета, което се налага от правилниците на различните състезания. Така например при събития на открито се използват по-малки гюлета, отколкото на закрито.

## Рекорди

### Световни рекорди
Текущите световни рекорди държат:
| Тип        | Състезател         | Разстояние (в метри) | Място             | Дата             |
| Мъже       | Мъже               | Мъже                 | Мъже              | Мъже             |
| ---------- | ------------------ | -------------------- | ----------------- | ---------------- |
| На открито | Ранди Барнс        | 23,12                | Лос Анджелис, САЩ | 20 май 1990      |
| На закрито | Ранди Барнс        | 22,66                | Лос Анджелис, САЩ | 20 януари 1989   |
| Жени       |                    |                      |                   |                  |
| На открито | Наталия Лисовская  | 22,63                | Москва, СССР      | 7 юни 1987       |
| На закрито | Хелена Фибингерова | 22,50                | Яблонец, ЧССР     | 19 февруари 1977 |

### Континентални рекорди
Текущите континентални рекорди държат: 
| Континент                             | Мъже                 | Мъже             | Мъже                  | Жени                 | Жени                | Жени          |
| Континент                             | Разстояние (в метри) | Състезател       | Страна                | Разстояние (в метри) | Състезател          | Страна        |
| ------------------------------------- | -------------------- | ---------------- | --------------------- | -------------------- | ------------------- | ------------- |
| Африка                                | 21,97                | Джанъс Робъртс   | Република Южна Африка | 18,35                | Вивиан Чуквуемека   | Нигерия       |
| Азия                                  | 21,13                | Султан Ал Хабаши | Саудитска Арабия      | 21,76                | Ли Мейсу            | Китай         |
| Европа                                | 23,06                | Улф Тимерман     | ГДР                   | 22,63                | Наталия Лисовская   | СССР          |
| Северна, Централна Америка и Карибите | 23,12                | Ранди Барнс      | САЩ                   | 20,96                | Белси Лаза          | Куба          |
| Океания                               | 21,26                | Скот Мартин      | Австралия             | 21,24                | Валери Адамс        | Нова Зеландия |
| Южна Америка                          | 21,26                | Джерман Лауро    | Аржентина             | 19,30                | Елисанджела Адриано | Бразилия      |

## Най-добри десет
- По данни от месец юни 2012

### Мъже
| Разстояние (в метри) | Състезател       | Страна    | Място                                   | Дата           |
| -------------------- | ---------------- | --------- | --------------------------------------- | -------------- |
| 23,12                | Ранди Барнс      | САЩ       | Калифорнийски университет, Лос Анджелис | 20 май 1990    |
| 23,06                | Улф Тимерман     | ГДР       | Ханя                                    | 22 май 1988    |
| 22,91                | Алесандро Андреи | Италия    | Виареджо                                | 12 август 1987 |
| 22,86                | Брайън Олдфилд   | САЩ       | Ел Пасо                                 | 10 май 1975    |
| 22,75                | Вернер Гюнтор    | Швейцария | Берн                                    | 23 август 1988 |
| 22,67                | Кевин Тот        | САЩ       | Лорънс                                  | 19 април 2003  |
| 22,64                | Удо Байер        | ГДР       | Берлин                                  | 20 август 1986 |
| 22,54                | Крисчън Кентуел  | САЩ       | Грешам                                  | 5 юни 2004     |
| 22,52                | Джон Бреннър     | САЩ       | Уолнът                                  | 26 април 1987  |
| 22,51                | Адам Нелсън      | САЩ       | Грешам                                  | 18 май 2002    |

### Жени
| Разстояние (в метри) | Състезател        | Страна       | Място      | Дата           |
| -------------------- | ----------------- | ------------ | ---------- | -------------- |
| 22,63                | Наталия Лисовская | СССР         | Москва     | 7 юни 1987     |
| 22,45                | Илона Брисеник    | ГДР          | Потсдам    | 11 май 1980    |
| 22,32                | Елена Фибингерова | Чехословакия | Нитра      | 20 август 1977 |
| 22,19                | Клаудия Лош       | ФРГ          | Хайнфелд   | 23 август 1987 |
| 21,89                | Иванка Христова   | България     | Белмекен   | 4 юли 1976     |
| 21,86                | Мериън Адам       | ГДР          | Лайпциг    | 23 юни 1979    |
| 21,76                | Ли Мейсю          | Китай        | Шъдзяджуан | 23 април 1988  |
| 21,73                | Наталия Акрименко | СССР         | Леселидзе  | 21 май 1988    |
| 21,69                | Вита Павлиш       | Украйна      | Будапеща   | 15 август 1998 |
| 21,66                | Суй Ксинмей       | Китай        | Пекин      | 9 юни 1990     |